# 肿胀夏威夷树蜗
肿胀夏威夷树蜗（学名：Achatinella turgida)是一种肺螺类陆地蜗牛,属于小玛瑙螺科，该物种是夏威夷的特有种。